# Snub Pollard

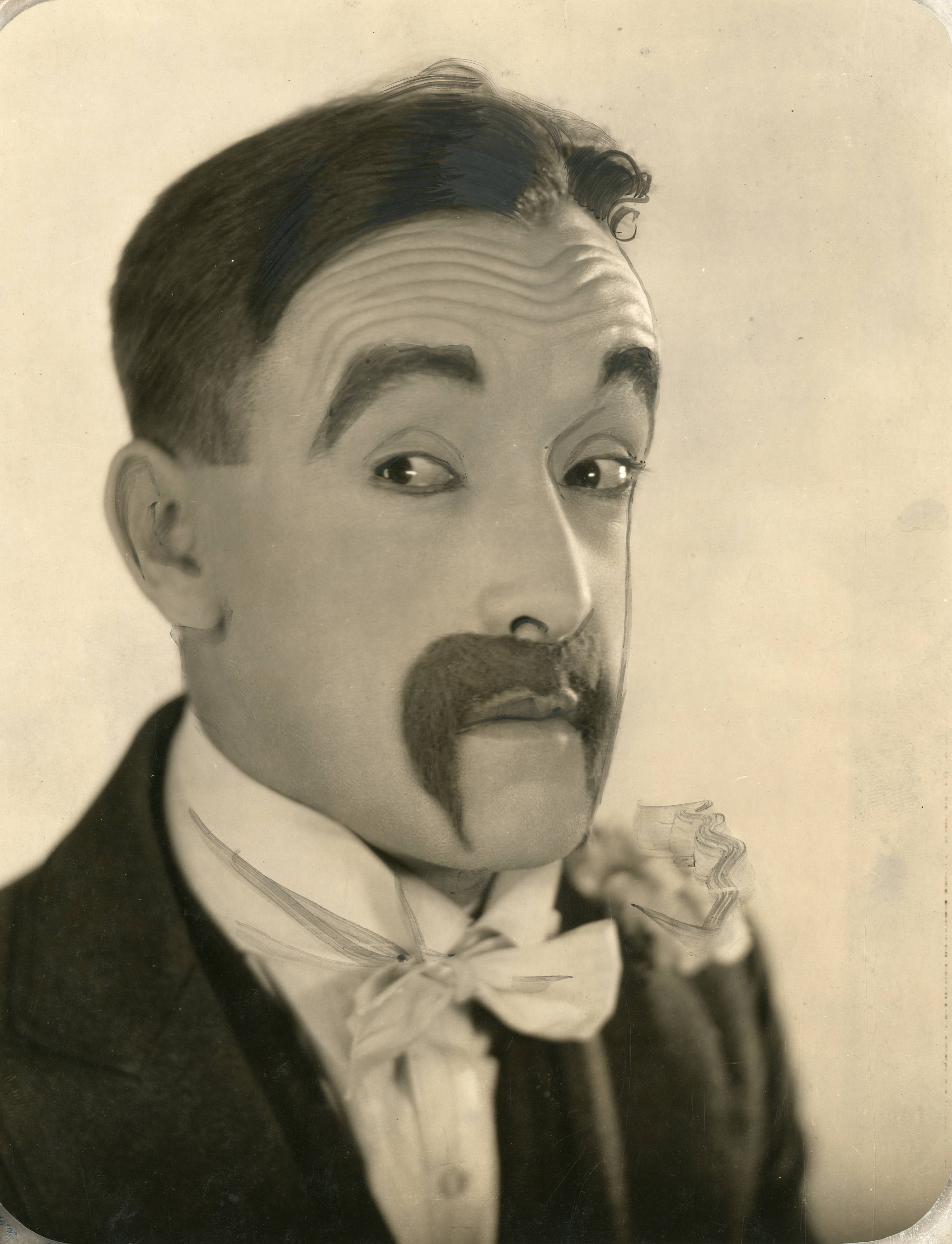
Snub Pollard von 1925

Snub Pollard (* 9. November 1889 in Melbourne, Victoria, Australien; † 19. Januar 1962 in Burbank, Kalifornien, Vereinigte Staaten; eigentlich Harold Fraser) war ein australischer Schauspieler und Komiker.

## Leben
Geboren wurde Snub Pollard als Harold Fraser in Melbourne. Mit einer australischen Vaudeville-Theatergruppe ging er um 1910 auf Tournee durch die Vereinigten Staaten. Als die Gruppe auseinanderfiel, blieb Pollard in den Staaten. Der Filmproduzent und Regisseur Hal Roach entdeckte ihn und setzte ihn erstmals 1915 als Schauspieler in einer Kurzfilmkomödie ein. Fortan spielte er in Komödien und Western mit. Seine Schauspielpartner waren unter anderen Harold Lloyd, Charley Chase, Bebe Daniels, später auch Stan Laurel und Oliver Hardy. Vor allem die Serie von über 80 Lonesome-Luke-Filmen mit Harold Lloyd machte ihn bekannt, wo er sich meist als Lloyds wutentbrannter Gegenspieler profilieren konnte. In den 1920er-Jahren hatte Pollard zeitweise auch seine eigene Filmreihe. Pollard, dessen Markenzeichen sein auffälliger Schnauzbart war, trat insgesamt in mehr als 180 Stummfilmen auf. In Deutschland wurde er in den 1970er-Jahren durch die Fernsehserie Väter der Klamotte bekannt.
Mit Einführung des Tonfilms teilte Pollard das Schicksal vieler Stummfilmkollegen und erhielt fast nur kleinere Nebenrollen oder Statistenparts. Dennoch blieb er bis zu seinem Tod dem Filmgeschäft verbunden und hatte daher Auftritte in weit über 500 Kinofilmen sowie mehreren Dutzend Fernsehserien. Er starb 1962 im Alter von 72 Jahren an einer Krebserkrankung und wurde auf dem Forest-Lawn-Friedhof in Hollywood beigesetzt.

## Filmografie (Auswahl)
- 1915: His Regeneration
- 1916: Police
- 1917: Move On
- 1918: Move On
- 1921: You’re Next
- 1921; Sink or Swim
- 1923: Its A Gift
- 1931: Retter in der Not (One Good Turn)
- 1932: Einsame Herzen (The Purchase Price)
- 1934: Stingaree
- 1936: Anything Goes
- 1936: Shirley Ahoi! (Captain January)
- 1939: Damals in Hollywood (Hollywood Calvacade)
- 1943: Riding High
- 1944: Main Street Today
- 1944: An American Romance
- 1944: Es geschah morgen (It Happened Tomorrow)
- 1944: So ein Papa (Casanova Brown)
- 1945: Eine Lady mit Vergangenheit (Kitty)
- 1946: Der Weg nach Utopia (Road to Utopia)
- 1946: Die große Lüge (A Stolen Life)
- 1946: Karten, Kugeln, Banditen (Plainsman and the Lady)
- 1946: Der Held des Tages (The Kid from Brooklyn)
- 1946: Bis die Wolken vorüberzieh’n (Till the Clouds Roll By)
- 1947: Die Todesreiter von Kansas (Trail Street)
- 1947: Das Wunder von Manhattan (Miracle on the 34. Street)
- 1947: Abgekartetes Spiel (Framed)
- 1947: Fremde Stadt (Magic Town)
- 1947: In der Klemme (Desperate)
- 1947: Pauline, laß das Küssen sein (The Perils of Pauline)
- 1947: Schmutzige Dollars (Cheyenne)
- 1948: Schweigende Lippen (Johnny Belinda)
- 1948: Der Schrecken von Texas (Return of the Bad Men)
- 1948: Tochter der Prärie (Belle Starr's Daughter)
- 1948: Insel des Grauens (Unknown Island)
- 1948: Geladene Pistolen (Loaded Pistols)
- 1948: Fünf auf Hochzeitsreise (Family Honeymoon)
- 1949: Herr der Unterwelt (The Crooked Way)
- 1949: Ehekrieg (Adams Rib)
- 1949: Ich erschoß Jesse James (I Shot Jesse James)
- 1949: Konterbande (South of St. Louis)
- 1949: Spielfieber (The Lady Gambles)
- 1950: Lach und wein mit mir (Riding High)
- 1950: Glücksspiel des Lebens (Walk Softly, Stranger)
- 1951: Auf Bewährung freigelassen (The Company She Keeps)
- 1951: Strandräuber in Florida (The Barefoot Mailman)
- 1952: Singin’ In The Rain
- 1952: Rampenlicht (Limelight)
- 1952: Park Row
- 1952: Gier nach Gold (The Raiders)
- 1952: Tommy macht das Rennen (Boots Malone)
- 1954: Der rasende Teufel (The Fast and the Furious)
- 1954: Ein Mädchen vom Lande (The Country Girl)
- 1955: Es geschah in einer Nacht (Pete Kelly's Blues)
- 1957: Der Mann mit den 1000 Gesichtern (Man of a Thousand Faces)
- 1958: Urlaubsschein nach Paris (The Perfect Forlough)
- 1960: Pepe – Was kann die Welt schon kosten (Pepe)
- 1960: Wer den Wind sät (Inherit the Wind)
- 1961: Der Besessene (One-Eyed Jacks)
- 1961: Der Bürotrottel (The Errand Boy)
- 1962: Die unteren Zehntausend (Pocketful of Miracles)